# Балугола (Модена)
Балугола је насеље у Италији у округу Модена, региону Емилија-Ромања.
Према процени из 2011. у насељу је живело 168 становника. Насеље се налази на надморској висини од 78 м.